# Razorgrind (Leng Tch'e e Black Ops)
Razorgrind è uno split album dei gruppi grindcore Leng Tch'e e Black Ops, pubblicato nel 2002.

## Tracce

### Black Ops
1. Black Day in Paradise - 00:50
2. Pride Forever Gone - 00:53
3. Pain Is Weakness Leaving the Body - 01:01
4. Silently Corrupt - 00:52
5. Shell of a Man - 01:20

### Leng Tch'e
1. Delusions of Grandeur - 01:14
2. Overflow (Hemdale cover) - 01:12
3. Necro-Dildo 69 - 01:10
4. More Evil Than You Can Handle - 01:35

## Formazione

### Leng Tch'e
- Isaac Roelaert - voce
- Glen Herman - chitarra
- Kevin - basso
- Sven de Caluwé - batteria